# Фінал кубка Англії з футболу 1927
Фінал кубка Англії з футболу 1927 — 52-й фінал найстарішого футбольного кубка у світі. Учасниками фіналу були «Кардіфф Сіті» і «Арсенал». Володарем кубкового трофею став «Кардіфф Сіті».

## Шлях до фіналу
| «Кардіфф Сіті»     | «Кардіфф Сіті» | «Кардіфф Сіті»                          | Раунд           | «Арсенал»                 | «Арсенал» | «Арсенал»                               |
| ------------------ | -------------- | --------------------------------------- | --------------- | ------------------------- | --------- | --------------------------------------- |
| Суперник           | Результат      | Матчі                                   |                 | Суперник                  | Результат | Матчі                                   |
| «Астон Вілла»      | 2—1            | 2—1 вдома                               | Третій раунд    | «Шеффілд Юнайтед»         | 3—2       | 3—2 на виїзді                           |
| «Дарлінгтон»       | 2—0            | 2—0 на виїзді                           | Четвертий раунд | «Порт Вейл»               | 3—2       | 2—2 на виїзді, 1—0 вдома (перегравання) |
| «Болтон Вондерерз» | 2—0            | 2—0 на виїзді                           | П'ятий раунд    | «Ліверпуль»               | 2—0       | 2—0 вдома                               |
| «Челсі»            | 3—2            | 0—0 на виїзді, 3—2 вдома (перегравання) | Шостий раунд    | «Вулвергемптон Вондерерз» | 2—1       | 2—1 вдома                               |
| «Редінг»           | 3—0            | 3—0 на нейтральному полі                | 1/2 фіналу      | «Саутгемптон»             | 2—1       | 2—1 на нейтральному полі                |

## Матч
| 23 квітня 1927 |

| Кардіфф Сіті | 1:0      | Арсенал |
| ------------ | -------- | ------- |
| Фергюсон 74' | Протокол |         |

| Вемблі, Лондон Глядачів: 91 206 Арбітр: Вільям Баннелл |

|  |  |

|                  |  |                  |  |
|                  |  |                  |  |
| В                |  | Том Фаркугарсон  |  |
| З                |  | Том Вотсон       |  |
| З                |  | Джиммі Нельсон   |  |
| ПЗ               |  | Біллі Гарді      |  |
| ПЗ               |  | Том Слоан        |  |
| ПЗ               |  | Фред Кінор (к)   |  |
| Н                |  | Джордж Маклаклан |  |
| Н                |  | Лен Дейвіс       |  |
| Н                |  | Г'юї Фергюсон    |  |
| Н                |  | Сем Ірвін        |  |
| Н                |  | Ерні Кертіс      |  |
| Головний тренер: |  |                  |  |
| Фред Стюарт      |  |                  |  |

|                  |  |                  |  |
|                  |  |                  |  |
| В                |  | Ден Льюїс        |  |
| З                |  | Енді Кеннеді     |  |
| З                |  | Том Паркер       |  |
| ПЗ               |  | Боб Джон         |  |
| ПЗ               |  | Джек Батлер      |  |
| ПЗ               |  | Альф Бейкер      |  |
| Н                |  | Сід Оар          |  |
| Н                |  | Біллі Блайт      |  |
| Н                |  | Джиммі Брейн     |  |
| Н                |  | Чарлі Б'юкен (к) |  |
| Н                |  | Джо Гюлм         |  |
| Головний тренер: |  |                  |  |
| Герберт Чепмен   |  |                  |  |